# Liste der Flughäfen in Rhode Island
Die Liste der Flughäfen in Rhode Island gibt einen Überblick über alle Flughäfen in dem US-Bundesstaat. Die Liste enthält alle öffentlich und militärisch genutzten Flughäfen. Private Flugplätze sind dann aufgenommen, wenn sie früher öffentlich genutzt wurden, kommerzielle Flugbewegungen von der FAA dort registriert sind oder der Flughafen einen IATA-Code zugewiesen bekommen hat.

## Liste der Flughäfen
Hinweis: Flughäfen in Fettschrift werden von kommerziellen Fluglinien bedient.
| Stadt           | FAA | IATA | ICAO | Flughafen                            | Nutzung * | Passagiere (2006) |
| --------------- | --- | ---- | ---- | ------------------------------------ | --------- | ----------------- |
| Providence      | PVD | PVD  | KPVD | Theodore Francis Green State Airport | PR        | 2.588.992         |
| Block Island    | BID | BID  | KBID | Block Island State Airport           | CS        | 7.595             |
| Westerly        | WST | WST  | KWST | Westerly State Airport               | CS        | 8.177             |
| North Kingstown | OQU |      | KOQU | Quonset State Airport                | RL        | 78                |
| Pawtucket       | SFZ | SFZ  | KSFZ | North Central State Airport          | RL        | 6                 |
| Newport         | UUU | NPT  | KUUU | Newport State Airport                | GA        | 62                |
| West Kingston   | 08R |      |      | Richmond Airport                     |           |                   |

* Die FAA definiert für die Nutzung von Flughäfen verschiedene Kategorien:
- PR: Commercial Service - Primary: Flughäfen in öffentlicher Hand, die regelmäßig angeflogen werden und deren Fluggastzahlen über 10.000 pro Jahr liegen
- CS: Commercial Service - Non-Primary: Flughäfen in öffentlicher Hand, die regelmäßig angeflogen werden und deren Fluggastzahlen mindestens 2.500 pro Jahr erreichen
- RL: Reliever: Ausweichflughäfen, die bei hohem Flugaufkommen die kommerziellen Flughäfen entlasten sollen
- GA: General Aviation: Flughäfen für die allgemeine Luftfahrt